# Би Шэн
Би Шэн (кит. трад. 畢昇, упр. 毕升, пиньинь Bì Shēng, 990, Иншань — 1052, Великий Китай) — китайский изобретатель, впервые в истории человечества применил для печатания подвижной шрифт.

## Изобретение подвижного шрифта
Би Шэн был простым кузнецом. О его изобретении мир узнал из сочинения «Записки о ручье снов» (梦溪笔谈, англ. Dream Pool Essays), написанного китайским государственным деятелем Шэнь Ко (1031—1095) в 1088 г. Эта своеобразная энциклопедия со статьями на самые различные темы была переиздана в Китае в 1975 году. В одной из статей, в частности, говорится:

В годы правления Цин Ли (1041—1048) некий простолюдин Би Шэн сделал подвижной шрифт по следующему способу: взяв вязкую глину, он вырезал в ней знаки высотой с ободок монеты, причем каждый иероглиф составлял отдельную печать. Для придания литерам крепости он обжигал их на огне. Потом он брал приготовленную заранее железную доску и покрывал её смесью из сосновой смолы, воска и бумажного пепла. Прежде чем печатать, Би Шэн помещал на доску железную рамку для разделения строк. Эта рамка заполнялась поставленными в ряд печатями, составляя сплошную доску для печатания. Затем Би Шэн подносил её к огню и нагревал. Когда паста от тепла размягчалась, он накладывал поверх литер гладкую доску, после чего поверхность их делалась ровной, как точильный камень. Этот способ невыгоден для печатания 2-3 экземпляров, при печатании же нескольких сот или тысяч достигается необыкновенная быстрота.
Для каждого знака имелось несколько литер, а для часто употребляющихся знаков — двадцать и более, на случай возможного повторения этих знаков на одной и той же странице. Если встречался редкий знак, не приготовленный заранее, его тут же вырезали и обжигали на огне от соломы, так что он сразу был готов.

Почему Би Шэн делал литеры из глины, а не из дерева и не использовал широко распространенной в Китае ксилографической техники? Шэнь Ко отвечал на этот вопрос так:

Он не пользовался деревом, потому что древесная ткань бывает то грубой, то тонкой, то есть неоднородной, а кроме того, дерево впитывает влагу, вследствие чего составленная из литер форма делается неровной.

Окончив печатание, Би Шэн, по словам Шэнь Ко, подносил форму к огню. Паста расплавлялась, и литеры выпадали сами собой, не оставляя никаких следов глины.

## Значение изобретения
Би Шэн был первым, объединившим в единое целое наборный и печатный принципы. Ему, вне всякого сомнения, принадлежит честь создания наборной формы для воспроизведения текстового материала. Глиняный шрифт Би Шэна сколько-нибудь широкого применения не получил. Но сам принцип печатания с наборной формы оказался плодотворным, хотя его использование и сдерживалось иероглифическим характером китайского письма.

## Память
В 2010 г. Международный астрономический союз присвоил имя Би Шэна кратеру на обратной стороне Луны.